# Cratere Ham
Ham  è un cratere sulla superficie di Marte.